# Ultimul discurs al lui Ceaușescu
Ultimul discurs al lui Ceaușescu a fost un discurs ținut de dictatorul român Nicolae Ceaușescu la 21 decembrie 1989. A fost un moment crucial al Revoluției Române.

## Discurs
După ce a crescut tensiunea în legătură cu o revoltă la Timișoara, unde au protestat peste 1000 de oameni dintre care 73 (66 + 7) au fost uciși și aproximativ 300 răniți,  Ceaușescu a decis să țină un discurs televizat în fața unei mulțimi în Piața Palatului (cunoscută acum sub numele de Piața Revoluției ) din București. Acest discurs era  un eveniment anual și a fost scris cu atenție de către regim pentru a asigura atât succesul, cât și apariția sprijinului popular.